# 槙原紘
槙原 紘（まきはら ひろし、1939年3月19日-2016年8月27日  ）は、日本の経営者。三井金属鉱業社長を務めた。佐賀県出身。

## 来歴・人物
1961年に九州大学工学部応用学科を卒業し、同年に三井金属鉱業に入社した。1995年6月に取締役に就任し、1997年6月に常務を経て、2000年6月に副社長に就任し、2003年6月には社長に昇格した。2007年6月に相談役に就任。
2016年8月27日心不全のため死去、77歳没。